# Francisco Barros Dias
Francisco Barros Dias (Patu, 17 de março de 1952) é um jurista e professor brasileiro. Após ter sido Juiz Federal e Desembargador federal no Tribunal Regional Federal da 5ª Região, voltou a exercer a advocacia.

## Biografia
Bacharel em Direito pela Universidade Federal do Rio Grande do Norte (1980), onde também fez cursos de especialização em Direito do Trabalho (1981) e em Direito Processual Civil (1982), atualmente é professor de Direito Processual Civil nessa instituição, onde ingressou por concurso público em 1993.
Tendo sido Juiz Federal desde 1987, e ocupado a direção do Foro da Seção Judiciária do Rio Grande do Norte (1989 a 1991), foi promovido pelo critério de antiguidade e passou a integrar o Tribunal Regional Federal da 5ª Região, na vaga decorrente da aposentadoria do Des. Federal Ubaldo Cavalcanti (outubro/2008).
Francisco Barros também foi servidor da Justiça Estadual do Rio Grande do Norte e da Justiça Federal, Promotor de Justiça Substituto, professor de Legislação Aplicada na Escola Técnica de Comércio Alberto Maranhão (Natal, 1977-1978), de Direito e Legislação Social na UNIPEC (Natal, 1985-1987), de Direito Comercial e de Direito Penal nos Institutos Paraibanos de Educação (João Pessoa, 1987-1988). Integrou, ainda, o Tribunal Regional Eleitoral do Rio Grande do Norte (1989-1992), além de haver sido convocado, por diversas oportunidades, para integrar, em substituição, o Tribunal Regional Federal da 5ª Região.
Atualmente, além da advocacia, atua como professor de Processo Coletivo no curso de graduação em Direito da UFRN em Natal.

### Operação Alcmeon (investigação sobre esquema de venda de sentenças)
O advogado foi citado como suspeito de uma denúncia que investiga um esquema de venda de decisões, descoberto na operação Alcmeon da Polícia Federal. Segundo os investigadores, ele teria recebido R$ 150 mil em 2012 para soltar um dos alvos da Operação Pecado Capital. Ainda segundo os investigadores, Francisco Barros continuou agindo na compra e venda de decisões mesmo após se aposentar. Segundo as acusações, ele teria passado a atuar como advogado antes da conclusão do prazo de três anos - conhecido como quarentena - exigido aos magistrados que voltam a advogar depois de deixar a toga e Francisco Barros estaria oferecendo vantagens a possíveis clientes, com o conhecimento que tinha no TRF.
No dia 30 de agosto de 2017, Francisco Barros foi preso preventivamente pela Polícia Federal em Natal após a deflagração da Operação Alcmeon.
No dia 14 de setembro, o Tribunal Regional Federal (TRF) da 5 região concedeu um Habeas Corpus ao advogado, através de decisão unânime dos desembargadores.
Em 2021 a Justiça Federal condenou o desembargador aposentado Francisco Barros Dias e outras seis pessoas no processo que apurou um esquema de negociação de sentenças judiciais no RN. Outras duas pessoas foram absolvidas.
O desembargador aposentado foi condenado por exploração de prestígio, falsidade ideológica, lavagem de dinheiro e associação criminosa. A pena é de 38 anos, 7 meses e 2 dias de reclusão em regime fechado, além de 1.474 dias-multa, cada um no valor de meio salário mínimo.
De acordo com a Justiça Federal, a acusação recaia sobre um grupo criminoso que explorava a compra e venda de votos junto a uma turma do Tribunal Regional Federal da 5ª Região. Segundo a Polícia Federal, o grupo agiu, inclusive, em processos relacionados à Operação Lava Jato. Os crimes aconteceram entre os anos de 2015 e 2017.
Segundo a investigação, a organização teria atuado perante a Justiça em casos de operações policiais, apelações criminais, ações rescisórias e revisão criminal. Os principais clientes eram políticos, segundo a PF.
O Ministério Público Federal (MPF) esclareceu que a condenação de Francisco Barros Dias se baseia em fatos e provas que evidenciam que ele se valeu de seu prestígio como ex-desembargador Federal para cobrar e receber valores vultosos de modo disfarçado – inclusive mediante falsificação de documentos – a pretexto de exercer influência direta e pessoal perante desembargadores federais do Tribunal Regional Federal da 5a Região (TRF5), onde trabalhava.
Essas condutas caracterizam os crimes de exploração de prestígio (seis vezes), falsidade documental (três vezes) e lavagem de dinheiro (quatro vezes). Ao praticar tais atos em comunhão permanente e estável de esforços com outras pessoas, cometeu também o delito de associação criminosa. A multiplicidade de condutas ao longo de considerável espaço de tempo justifica a soma das penas pela aplicação da regra do concurso material de infrações penais.
Não se ignora a trajetória pessoal e profissional de Francisco Barros Dias no RN. Porém, isso não o torna imune à aplicação da lei penal. Se não pode existir um “direito penal de autor” que condene acusados apenas com base em suas personalidades, obviamente não pode existir um “direito penal de autor” que absolva réus somente em razão de suas qualidades pessoais.
O MPF ressalta que crimes são praticados por todos os tipos de pessoas – inclusive as mais respeitáveis, o que caracteriza os crimes do colarinho branco – e em todos os âmbitos, inclusive no sistema de justiça. Quando delitos tocam a esfera dessas instituições, devem ser reprimidos rigorosamente, por abalarem a credibilidade da aplicação das leis no país.

## Produção bibliográfica
- Princípios processuais civis - Revista AJUFE, n. 19, 1987
- Substituição processual' - Revista de Processo, v. 55
- Nulidades processuais civis - Revista Acadêmica de Direito, CAAC da UFRN, 1989
- Inconstitucionalidade das normas impeditivas de liminares', Revista de Processo, v. 59
- Inconstitucionalidade do art. 18, da Lei 1.535/51 - Revista Trimestral de Direito Público, v. 4, Malheiros, 1993, p. 195
- Aspectos da execução nos processos coletivos - Revista da AJUFE, n. 38, 1993, p. 13
- Coisa julgada e execução no processo coletivo - Revista AJURIS, v. 64, 1995, p. 266
- Tutela antecipatória - Livro de Estudos Jurídicos, n. 11, RJ, Folha Carioca Editora Ltda., 1995, p. 418
- Processo de conhecimento e acesso à Justiça Federal (tutela antecipatória) - Revista da Procuradoria Geral da República, n. 7, RT, p. 15.